# Père et Fille (film, 2004)
Pour les articles homonymes, voir Père et Fille.
Pour plus de détails, voir Fiche technique et Distribution.
Père et Fille ou La fille du New-Jersey (au Québec) (Jersey Girl) est un film américain réalisé par Kevin Smith, sorti en 2004. À cette époque, c'est le premier film du réalisateur à ne pas reprendre des personnages du View Askewniverse, un univers de fiction créé pour son premier film, Clerks : Les Employés modèles en 1994. Les personnages Jay et Silent Bob n'apparaissent donc pas dans ce film.

## Synopsis
À Manhattan, Oliver « Ollie » Trinke est un communicant branché qui a tout pour être heureux, il est épanoui dans son travail et a rencontré Gertie qu'il épouse rapidement. Gertie lui apprend qu'elle est enceinte et ils attendent la naissance avec hâte. Mais le jour de l'accouchement ne se déroule pas comme prévu, Gertie meurt brutalement après la naissance de leur fille. Il s'avère que c'est une rupture d'anévrisme, ce à quoi personne ne s'attendait. Abasourdi, Ollie ne réalise pas ce qui se passe. Seul avec un bébé sur les bras, Ollie craque. Congédié sans cérémonie, le voilà obligé de s'éloigner de New York. Il va alors loger chez son père Bart, dans la banlieue du New Jersey où il avait passé toute sa jeunesse. Désormais, il se contente d'assurer le quotidien, sacrifiant son temps et son énergie à un boulot ingrat et sans avenir. Seule consolation : sa petite fille, elle-aussi nommée Gertie, qu'il adore et qui croit avoir déniché le paradis dans le New Jersey. Un jour, en louant pour la millième fois le film favori de la fillette, Ollie fait la connaissance de Maya au vidéo-club. Belle, intelligente et douée d'une forte personnalité, elle ne tarde pas à entrer dans sa vie et à l'inviter à un sérieux examen de conscience…

## Fiche technique
- Titre français : Père et Fille
- Titre québécois : La fille du New Jersey
- Titre original : Jersey Girl
- Réalisation et scénario : Kevin Smith
- Direction artistique : Elise G. Viola, Gregory Van Horn
- Décors : Robert Holtzman
- Costume : Juliet Polcsa
- Photo : Vilmos Zsigmond
- Montage : Scott Mosier, Kevin Smith et Olof Källström
- Musique : James L. Venable
- Production : Scott Mosier

Producteurs délégués : Jonathan Gordon, Laura Greenlee, Bob Weinstein et Harvey Weinstein
Producteur associé : Phil Benson
- Sociétés de production : Miramax, View Askew Productions, Beverly Detroit et Close Call Films
- Distribution : Miramax (États-Unis), TFM Distribution (France)
- Budget : 35 000 000 $[1]
- Langue originale : anglais
- Pays d'origine : États-Unis
- Format : 2.35 : 1 • 35 mm
- Durée : 102 minutes
- Genre : comédie romantique, comédie dramatique
- Dates de sortie[2] :

 États-Unis et  Canada : 26 mars 2004
 France : 11 août 2004

## Distribution
- Ben Affleck (VF : Boris Rehlinger[3] ; VQ : Pierre Auger[4]) : Oliver « Ollie » Trinke
- Liv Tyler (VF : Marie-Laure Dougnac ; VQ : Isabelle Leyrolles) : Maya Harding
- Jason Biggs (VF : Damien Boisseau ; VQ : Patrice Dubois) : Arthur Brickman
- Jennifer Lopez (VF : Ethel Houbiers ; VQ : Hélène Mondoux) : Gertrude « Gertie » Steiney
- Raquel Castro (VF : Claire Bouanich ; VQ : Claudia-Laurie Corbeil) : Gertrude, la fille d'Oliver
- George Carlin (VF : René Morard ; VQ : Claude Préfontaine) : Bart Trinke, le père d'Oliver
- Jason Lee : le directeur de communication 1
- Matt Damon (VF : Damien Boisseau) : le directeur de communication 2
- Will Smith (VF : Lucien Jean-Baptiste ; VQ : Marc-André Bélanger) : lui-même (non crédité, Caméo)
- Stephen Root (VQ : Jean-Marie Moncelet) : Greenie
- Mike Starr (VQ : Yves Corbeil) : Block
- Jennifer Schwalbach Smith (VQ : Dominique Quesnel) : Susan, l'assistante d'Oliver
- Matthew Cloran : Anthony
- Harley Quinn Smith : Tracy Colelli (non créditée)

## Production

### Genèse et développement
Le film est basé sur la propre expérience de père de Kevin Smith. Il a d'ailleurs dédié le film à son père, disparu quelque temps plus tôt :

« Ce film est mon plus personnel. Il est né d'une histoire d'amour que je partage maintenant depuis six ans avec ma femme et mon enfant, et de celle que j'ai vécue pendant trente-trois ans avec mon père, récemment disparu. C'est un film sur les pères, fait par un père qui continue à apprendre les ficelles du métier. Un hommage à mon propre père, qui fit de la paternité un art et dont je n'ai pu vraiment apprécier toutes les qualités qu'en devenant père à mon tour. »

— Kevin Smith
Bruce Willis devait à l'origine tenir le rôle principal du film. Mais aucun accord ne fut trouvé avec les producteurs. Il tournera finalement quelques années plus tard sous la direction de Kevin Smith pour la comédie policière Top Cops (2010). Le rôle d'Ollie revient finalement à un ami du réalisateur, Ben Affleck. Il s'agit du 5e film de Kevin Smith dans lequel il joue, après Les Glandeurs (1995), Méprise multiple (1997), Dogma (1999) et Jay et Bob contre-attaquent (2001). Deux ans après Père et fille, il apparaîtra brièvement dans Clerks 2.
Joey Lauren Adams devait interpréter Gertrude Steiney mais Kevin Smith ne voulait pas que le personnage ressemble trop à celui qu'elle jouait dans Méprise multiple (1997) et dans lequel elle donnait déjà la réplique à Ben Affleck. Il a alors engagé Jennifer Lopez.
Jason Mewes, qui incarne Jay dans les films de Kevin Smith, devait tenir le rôle d'Arthur. Mais à cause de ses problèmes de drogue, il fut remplacé par Jason Biggs, qui était déjà apparu dans Jay et Bob contre-attaquent (2001) dans son propre rôle. Jason Lee a également auditionné pour le rôle, avant d'obtenir le rôle d'un des directeurs de communication.
Dans le film, on retrouve la femme de Kevin Smith, Jennifer Schwalbach Smith, ainsi que leur fille Harley Quinn Smith.

### Tournage
Le tournage est initialement prévu pour 2001 mais Ben Affleck est alors pris sur celui de Daredevil. Le tournage de Père et Fille a donc lieu de septembre 2002 à décembre 2002. Il se déroule en Pennsylvanie (Havertown, Philadelphie), dans le New Jersey (Berlin, Cherry Hill, Highlands, Paulsboro), à Toronto et à Manhattan.

## Bande originale
- Everyone's A Kid At Christmas - Stevie Wonder
- Let's Stay Together - Al Green
- Parents Just Don't Understand - DJ Jazzy Jeff and The Fresh Prince
- That's How I Knew This Story Would Break My Heart - Aimee Mann
- Swing Low Sweet Chariot - George Jones
- Worlds They Rise and Fall - The Incredible String Band
- Johanna - Stephen Sondheim
- Wandering - Ben Folds
- Landslide - Fleetwood Mac
- My City of Ruins - Bruce Springsteen
- High - The Cure
- Let My Love Open the Door (E.Cola Mix) - Pete Townshend
- Jersey Girl - Bruce Springsteen
- God That's Good - Ben Affleck, Liv Tyler, Raquel Castro, Stephen Root & Mike Starr

## Accueil

### Critique
Le film reçoit des critiques globalement négatives. Sur l'agrégateur américain Rotten Tomatoes, il récolte 41 % d'opinions favorables pour 174 critiques et une note moyenne de 5,3⁄10. Sur Metacritic, il obtient une note moyenne de 43⁄100 pour 35 critiques.
En France, Père et Fille obtient une note moyenne de 2,8⁄5, pour 11 titres de presse recensés. Du côté des critiques positives, on peut lire celle du site MCinéma.com « La première demi-heure n'est pas la plus réussie. De ce pathos mielleux servi par un Ben Affleck inégal, on pouvait craindre le pire. Heureusement, Smith se remet vite en selle et nous délivre des scènes à la fois touchantes et drôles ». Mathieu Carratier de Première écrit quant à lui « à travers ses personnages, Smith sonde ses propres angoisses et prend conscience de sa fragilité. Un film de Kevin Smith plus adulte ». Sur le site aVoir-aLire.com, Romain Le Vern écrit notamment « Sous la comédie romantique neuneu, un film touchant sur la paternité, pas aussi honteux que prévu... Père et fille n'est pas le nanar annoncé, sans pour autant être une réussite ».
Du côté des avis négatifs, Guillaume Loison de Chronic'art écrit notamment « Provocateur ringardos adepte des pochades bavardes, Kevin Smith revient en petite pompe. Père et fille, c'est un peu son ultime révérence après une série d'échecs cuisants ». Dans Positif, Grégory Valens écrit quant à lui « Toute cela est purement anecdotique, et, malgré une ou deux séquences plutôt drôles, plombé par le jeu de Ben Affleck, qui ne sait toujours pas faire semblant de pleurer ». Xavier Leherpeur de TéléCinéObs écrit « Kevin Smith s'attaque au mélo avec, venant de sa part, un premier degré déconcertant ». Dans Télérama, Guillemette Olivier ironise « On dirait un pari que Kevin Smith, aurait lancé à ses potes, un soir de biture : réussir à filmer sans guimauve l'amour d'un veuf pour son adorable gamine. Mais la guimauve, décidément, colle à ce type de sujet. Elle finit par triompher à la sempiternelle kermesse de fin d'année, réconciliatrice, chantante et gnangnan. Pari perdu ».

### Box-office
| Pays ou région    | Box-office     | Date d'arrêt du box-office | Nombre de semaines |
| ----------------- | -------------- | -------------------------- | ------------------ |
| États-Unis Canada | 25 268 157 $   | 1er juillet 2014           | 14                 |
| France            | 20 678 entrées |                            |                    |
| Total mondial     | 36 098 382 $   |                            |                    |

## Distinctions principales

### Récompense
- Young Artist Awards : meilleure jeune actrice de moins de 10 ans dans un film pour Raquel Castro[12]

### Nominations
- Razzie Awards 2005 : pire acteur pour Ben Affleck (également nommé pour Famille à louer), pire couple à l'écran et pire second rôle féminin pour Jennifer Lopez
- Young Artist Awards : meilleur film familiale - comédie ou musical
- Razzie Awards 2010 : pire acteur de la décennie Ben Affleck (également nommé pour Daredevil, Amours troubles, Paycheck, Pearl Harbor et Famille à louer) et pire actrice de la décennie pour Jennifer Lopez (également nommée pour Angel Eyes, Plus jamais, Amours troubles, Coup de foudre à Manhattan, Sa mère ou moi ! et Un mariage trop parfait)

## Autour du film
- Le personnage de Liv Tyler travaille dans un vidéo-club, comme Randal Graves dans Clerks : Les Employés modèles (le premier film de Kevin Smith). On y retrouve des cassettes de nombreux films produits par Miramax dont Scream 3, dans lequel Kevin Smith fait un caméo en tant que Silent Bob, ainsi qu'une cassette de Beauté volée dans lequel joue également Liv Tyler[6].
- En raison de l'échec du film Amours troubles, sorti un an plus tôt et également produit par Miramax, les producteurs ont souhaité réduire la présence de Jennifer Lopez dans le film, dans les bandes annonces et sur l'affiche du film. Ils ne voulaient pas que l'échec du premier film agisse sur celui de Père et fille[5].
- Sur la pierre tombale de Gertie Steiney, il est indiqué qu'elle est née un 24 juillet, comme l’interprète du personnage Jennifer Lopez[6].